# The End Is the Beginning Is the End
Singles de The Smashing Pumpkins
Thirty-Three
(1996) Ava Adore
(1998)
The End Is the Beginning Is the End est un single du groupe rock américain The Smashing Pumpkins, composé pour la bande-originale du film Batman et Robin. Le maxi est sorti en deux éditions : la première avec différentes versions instrumentales du morceau puis une seconde comprenant divers remixes. Le single est récompensé aux Grammy Awards de 1998 dans la catégorie meilleure performance hard-rock.

## Réception
Bien que ce single se soit peu vendu sur le territoire américain, il réussit tout de même à se hisser dans les top des 10 plus grosses ventes des charts australien et anglais. À la suite de cet échec, le groupe arrêta de jouer le morceau en concert dès 1997, quand en 2008, les producteurs du film Watchmen : Les Gardiens décident de mettre The Beginning Is the End Is The Beginning, une version plus lente et moins rock, en fond sonore de leur bande-annonce. Le single commence une seconde vie atteignant le top 100 des ventes de mp3 sur l'iTunes Music Store et est à nouveau joué sur scène.

## Clip
Le clip, réalisé par Jonathan Dayton et Valerie Faris, a été nommé quatre fois aux MTV Video Music Awards 1997.

## Liste des titres
Version originale
1. The End Is the Beginning Is the End – 5:09
2. The Beginning Is the End Is the Beginning – 5:04
3. The Ethers Tragic – 2:47
4. The Guns of Love Disastrous – 4:11

The Remixes
1. The End Is the Beginning Is the End (Stuck in the Middle with Fluke Vox Mix) – 6:44
2. The End Is the Beginning Is the End (Stuck in the Middle with Fluke Alternative Mix) – 5:39
3. The End Is the Beginning Is the End (Rabbit in the Moon's Melancholy & the Infinite Madness Mix) – 9:28
4. The End Is the Beginning Is the End (Hallucination's Gotham Ghetto Beats) – 6:15
5. The End Is the Beginning Is the End (Rabbit in the Moon's Infinite Radio Edit) – 5:13

## Classements
| Classement / pays                  | Meilleure position |
| ---------------------------------- | ------------------ |
| Hot Dance Club Songs               | 34                 |
| Billboard Rock Songs               | 12                 |
| Billboard Alternative Songs        | 4                  |
| France - French Singles Chart      | 41                 |
| Autriche - Ö3 Austria Top 40       | 40                 |
| Nouvelle-Zélande - RIANZ           | 6                  |
| Australie - ARIA Charts            | 10                 |
| Norvège - VG-lista                 | 5                  |
| Suède - Sverigetopplistan          | 19                 |
| Région flamande - Ultratop 50      | 37                 |
| Finlande - Suomen virallinen lista | 7                  |
| Pays-Bas - Dutch Top 40            | 74                 |
| Suisse                             | 37                 |
| UK Singles Chart                   | 10                 |
| UK Rock and Metal Chart            | 1                  |